# گلسنگ‌های ریشی
گلسنگ‌های ریشی (نام علمی: Usnea) نام یک سرده از راسته لبه‌دارسانان است.